# Goera tagalica
Goera tagalica är en nattsländeart som beskrevs av Banks 1931. Goera tagalica ingår i släktet Goera och familjen grusrörsnattsländor. Inga underarter finns listade i Catalogue of Life.